# Australoheros paraibae
Australoheros paraibae är en fiskart som beskrevs av Ottoni och Costa 2008. Australoheros paraibae ingår i släktet Australoheros och familjen Cichlidae. Inga underarter finns listade.